# Photomètre
Un photomètre est un appareil servant à mesurer les grandeurs lumineuses en fonction de la courbe de sensibilité de l'œil (courbe photopique pour une réponse diurne et courbe scotopique pour une réponse nocturne).
Il diffère ainsi du radiomètre qui mesure les rayonnements électromagnétiques sans rapport avec la perception humaine.

## Principes de fonctionnement
L'appareil dispose soit d'une cellule photoélectrique, soit de capteurs CCD.
Dans les deux cas, les capteurs convertissent en courant électrique mesurable la lumière reçue.

## Photomètre Thompson

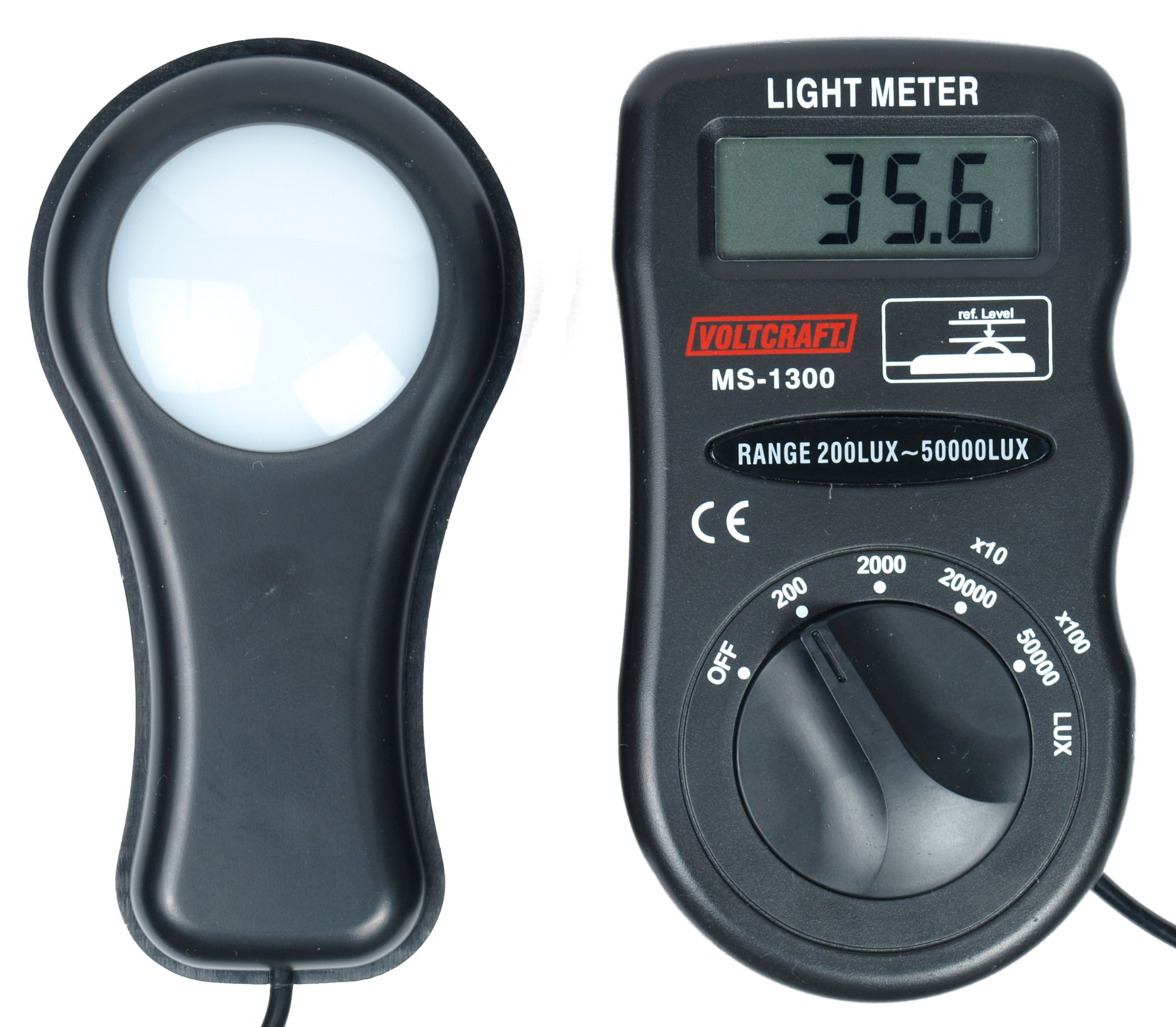
Un photomètre avec une plage de mesure.

Le physicien américain Benjamin Thompson, comte de Rumford (1753-1814) construit un photomètre qui porte son nom et introduit la « bougie standard », prédécesseur de la candela, comme une unité d'intensité lumineuse. La détermination de sa « bougie standard » a été faite à partir d'huile de cachalot, selon des spécifications rigoureuses.

## Photomètre à compartiments

Principe du photomètre à compartiments : on éloigne la source la plus lumineuse pour obtenir le même niveau de gris sur la fenêtre translucide.

En 1854, Léon Foucault développa un photomètre à compartiments afin de comparer le pouvoir éclairant de deux gaz d'éclairage utilisés à Paris.  Ce photomètre est une simple boîte ouverte du côté des sources lumineuses à comparer, d'un verre translucide de l'autre côté et d'une séparation longitudinale opaque qui empêche la lumière d'une source d'atteindre le verre translucide du côté opposé côté et vice versa.  Une partie du verre translucide est donc éclairée par une source, l'autre partie, par l'autre source.  En faisant varier la distance d'une des deux sources, on s'arrange pour que les deux parties translucides aient le même niveau de gris.  Comme l'intensité lumineuse varie comme le carré de la distance, on peut en déduire le rapport de luminosité.  Par exemple, si la source 'A' est deux fois plus éloignée que la source 'B' lorsque les niveaux de gris sont identiques, on peut en déduire que 'A' est quatre fois plus lumineux que 'B'.  Si on utilise un étalon d'un côté, on peut déterminer la luminosité de manière absolue.